# Eugeniusz Schittek

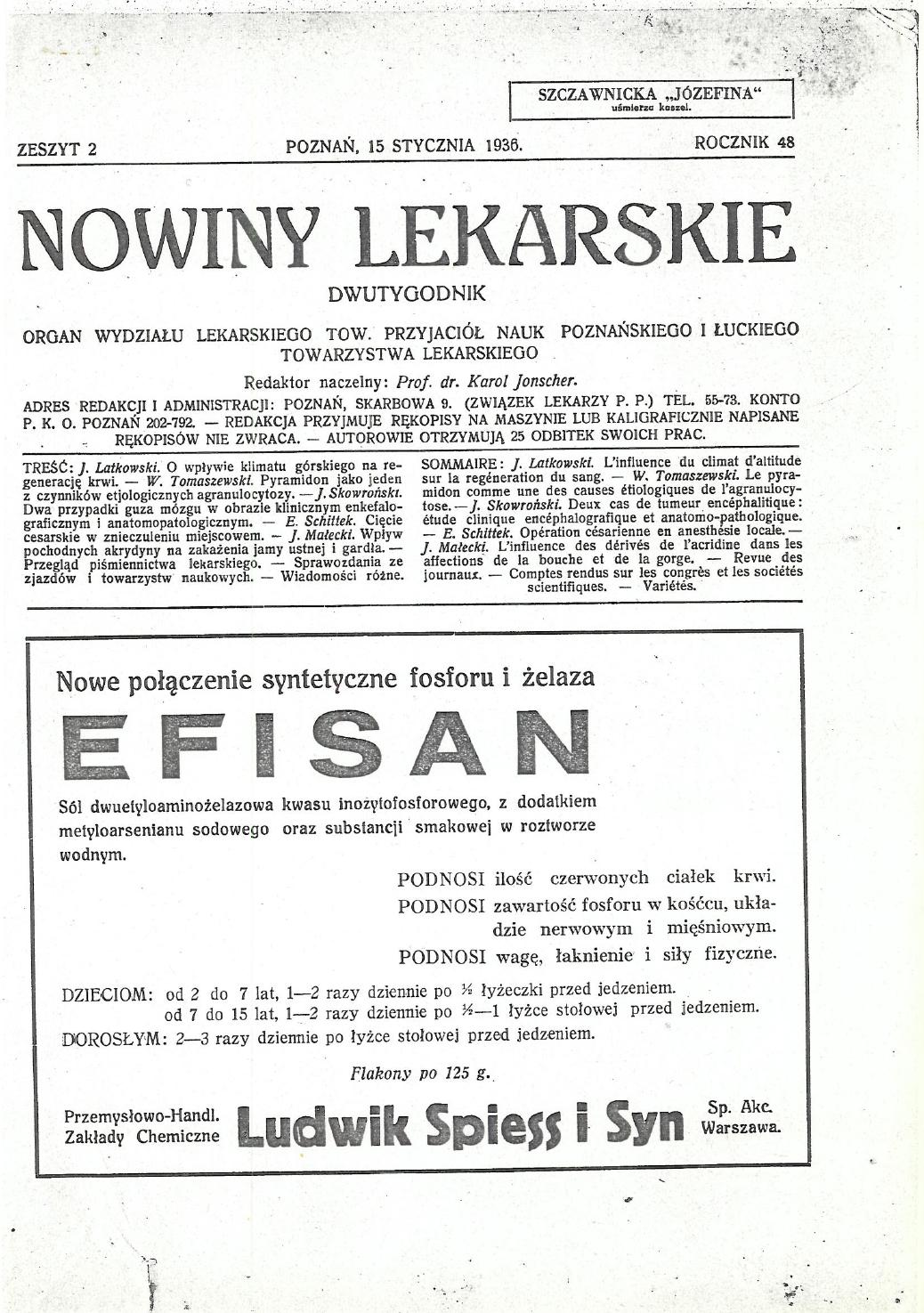
Strona tytułowa "Nowiny Lekarskie" z 15 stycznia 1936 roku

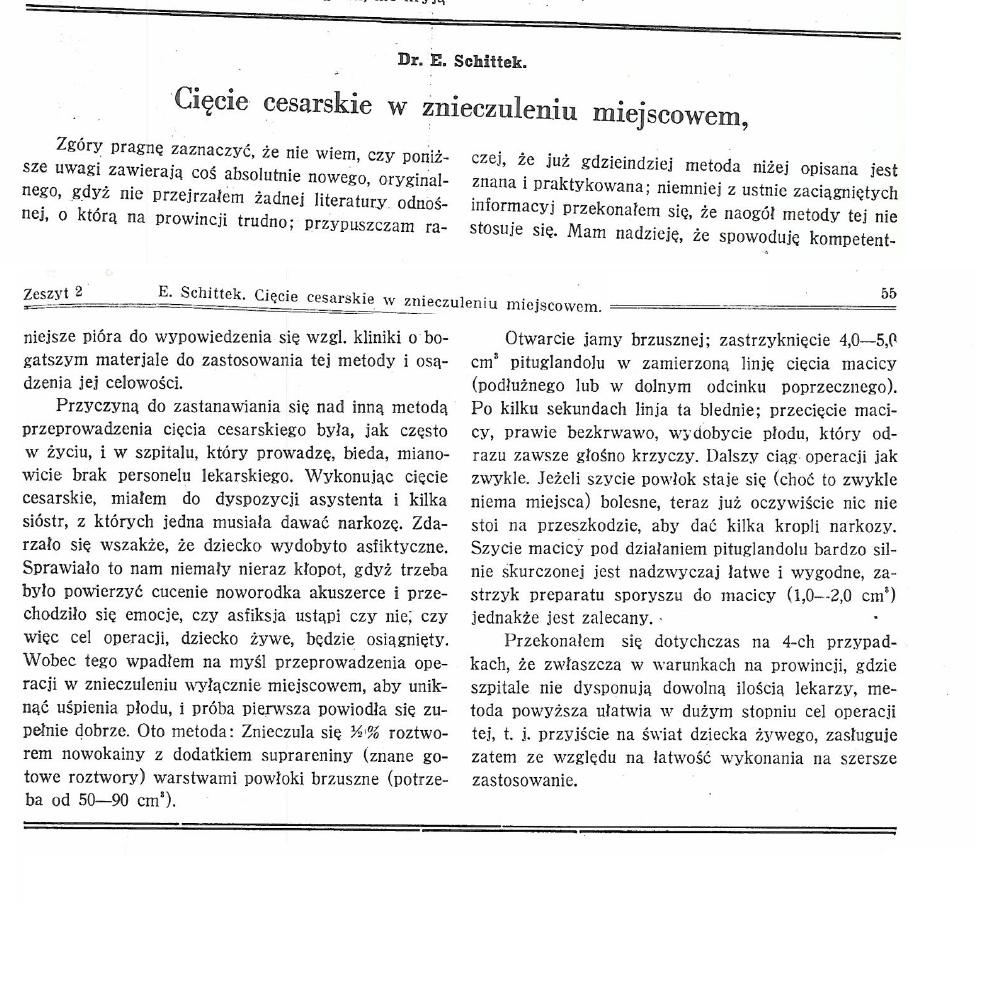
Artykuł Eugeniusza Schittka

Eugeniusz Schittek (ur. 31 maja 1895, zm. 1987) – porucznik lekarz rez. Wojska Polskiego, ukończył medycynę na Uniwersytecie Lwowskim (studiował na Uniwersytecie Monachijskim oraz na Uniwersytecie w Greifswald). Po II wojnie światowej wyemigrował z rodziną do Szwecji, a potem do RFN.
Był pierwszym lekarzem chirurgiem, który dokonał cięcia cesarskiego przy znieczuleniu miejscowym.